# Google Apps Script
Google Apps Script és una plataforma de scripts desenvolupada per Google per al desenvolupament d'aplicacions per a la plataforma Google Workspace. Va ser desenvolupat inicialment per Mike Harm com a projecte paral·lel mentre treballava com a desenvolupador a fulls de càlcul (També de Google Workspace i compatible amb aquest).
La principal funció de Google Apps Script és facilitar la creació d'eines personalitzades per a les organitzacions (encara que també està disponible per individuals que tinguin un compte de Google), És centrat principalment en l'automatització de tasques i la simplificació dels processos d'administració del sistema. Admet un model comunitari de suport als usuaris.
Google Apps Script va ser anunciat públicament per primera vegada en maig de 2009 per Jonathan Rochelle, que en aquell moment era director de Google Docs (documents de Google). L'agost de 2009, Google Apps Script es va publicar per a tots els clients de «Google Apps Premier» i «Education Edition».

## Exemples
El següent codi utilitza els serveis de UI d'Apps Scripts i els servis de DocList per mostrar el contingut d'una carpeta de Google Drive en format d'arbre.

Observi l'ús de JavaScript i l'ús dels ginys Google Web Toolkit (Google també va introduir el servei HTML en juny de 2012, com a alternativa als ginys GWT. Permet fer pàgines web que poden interactuar amb les funcions d'script al costat del servidor.)
```
function
 
doGet
(
e
)
 
{
 

 
var
 
app
 
=
 
UiApp
.
createApplication
();

 
var
 
scrollPanel
 
=
 
app
.
createScrollPanel
();
 
// Scroll Panel is a Google Web Toolkit Widget

 
tree
 
=
 
app
.
createTree
();
 
// Tree is a Google Web Toolkit Widget

 
tree
.
addItem
(
buildTree
(
app
,
 
"Enterprise 2.0 - Saqib"
));

 
scrollPanel
.
add
(
tree
);
 

 
scrollPanel
.
setHeight
(
"500"
);

 
app
.
add
(
scrollPanel
);

 
return
 
app
;

}

function
 
buildTree
(
a
,
 
searchTerm
)
 
{

 
var
 
tree
 
=
 
a
.
createTreeItem
();
 
// TreeItem is Google Web Toolkit Widget

 
tree
.
setText
(
searchTerm
);

 
// Use of the Apps Script DocList Service to retrieve the collections.

 
var
 
folders
 
=
 
DocsList
.
getFolder
(
searchTerm
).
getFolders
();
 

 
for
 
(
var
 
i
 
=
 
0
;
 
i
 
<
 
folders
.
length
;
 
i
++
)
 
{

 
tree
.
addItem
(
buildTree
(
a
,
 
folders
[
i
].
getName
())).
setState
(
true
,
 
true
);

 
}

 
var
 
files
 
=
 
DocsList
.
getFolder
(
searchTerm
).
getFiles
();

 
for
 
(
var
 
i
 
=
 
0
;
 
i
 
<
 
files
.
length
;
 
i
++
)
 
{
 

 
if
 
(
files
[
i
].
getType
()
 
===
 
"document"
)
 
{

 
urlBase
 
=
 
"https://docs.google.cat/document/edit?id="
;

 
iconHTML
 
=
 
"https://docs.google.cat/images/doclist/icon_7_document_list.png"
;

 
}
 

 
else
 
if
 
(
files
[
i
].
getType
()
 
===
 
"spreadsheet"
)
 
{
 

 
urlBase
 
=
 
"https://spreadsheets.google.cat/ccc?key="
;

 
iconHTML
 
=
 
"https://docs.google.cat/images/doclist/icon_7_spreadsheet_list.png"
;

 
}

 
else
 
if
 
(
files
[
i
].
getType
()
 
===
 
"presentation"
)
 
{
 

 
urlBase
 
=
 
"https://docs.google.cat/present/edit?id="
;

 
iconHTML
 
=
 
"https://docs.google.cat/images/doclist/icon_7_presentation_list.png"
;

 
}

 
else
 
if
 
(
files
[
i
].
getType
()
 
===
 
"drawing"
)
 
{
 

 
urlBase
 
=
 
"https://docs.google.cat/drawings/edit?id="
;

 
iconHTML
 
=
 
"https://docs.google.cat/images/doclist/icon_7_drawing_list.png"
;
 

 
}

 
else
 
{

 
urlBase
 
=
 
"https://docs.google.cat/fileview?id="
;

 
iconHTML
 
=
 
"https://docs.google.cat/images/doclist/icon_7_generic_list.png"
;
 

 
}
 

 
var
 
image
 
=
 
a
.
createImage
(
iconHTML
);

 
var
 
fileLabel
 
=
 
a
.
createAnchor
(
files
[
i
].
getName
(),
 
urlBase
+
 
files
[
i
].
getId
());
 

 
var
 
fileLabelPanel
 
=
 
a
.
createHorizontalPanel
();

 
fileLabelPanel
.
add
(
image
);

 
fileLabelPanel
.
add
(
fileLabel
);
 

 
tree
.
addItem
(
fileLabelPanel
).
setState
(
true
,
 
true
);

 
}
 

 
return
 
tree
;
 

}

```

Incrustar HTML en GAS amb un giny GWT:
```
function
 
doGet
()
 
{

 
var
 
app
 
=
 
UiApp
.
createApplication
();

 
app
.
add
(
app
.
createHTML
(
"<b>Hello World!</b>"
));

 
return
 
app
;

}

```

## Complements
El març de 2014, Google va introduir complements per a Documents i Fulls de càlcul (aviat seguit de Formularis). El catàleg de complements permet als usuaris afegir funcions addicionals a part dels serveis de Google Workspace. Els complements es creen al 100% amb Apps Script o simplement utilitzen Apps Script per mostrar una interfície d'usuari.
Abans dels complements, era possible publicar scripts per a Fulls de càlcul de Google a la Galeria de scripts. Quan els usuaris instal·laven scripts a través d'aquesta galeria, s'instal·lava una còpia del codi d'Apps Script al Full de l'usuari. Amb els complements, el codi font no és visible per a l'usuari final i tothom fa servir la darrera versió publicada pel desenvolupador.
Com a part del llançament de complements, Google també va implementar un sistema d'interfases que ajuda els desenvolupadors a fer interfases més fàcilment. Els complements són revisats per Google abans de ser publicats, i els desenvolupadors poden beneficiar-se de feedback (suggeriments) que deixen els usuaris de Google. No es permet posar anuncis dintre dels complements però sí monetitzar-los.